# Fondazione De Claricini-Dornpacher
La Fondazione De Claricini-Dornpacher è una istituzione culturale situata a Bottenicco di Moimacco (provincia di Udine), borgo rurale
alle porte di Cividale del Friuli, che ha sede nella villa Claricini Dornpacher. Costruita nel 1697 da Francesco Claricini, la dimora è al centro dei fondi
agrari qui posseduti dal XVI secolo.
La Fondazione promuove e valorizza il complesso storico-
artistico della villa, le collezioni qui contenute e il "patrimonio verde" (giardini all'italiana e all'inglese). Il conseguimento dei fini statutari si realizza mediante le rendite del patrimonio della Fondazione derivanti
dall'esercizio dell'attività agricola e vitivinicola.

## Storia

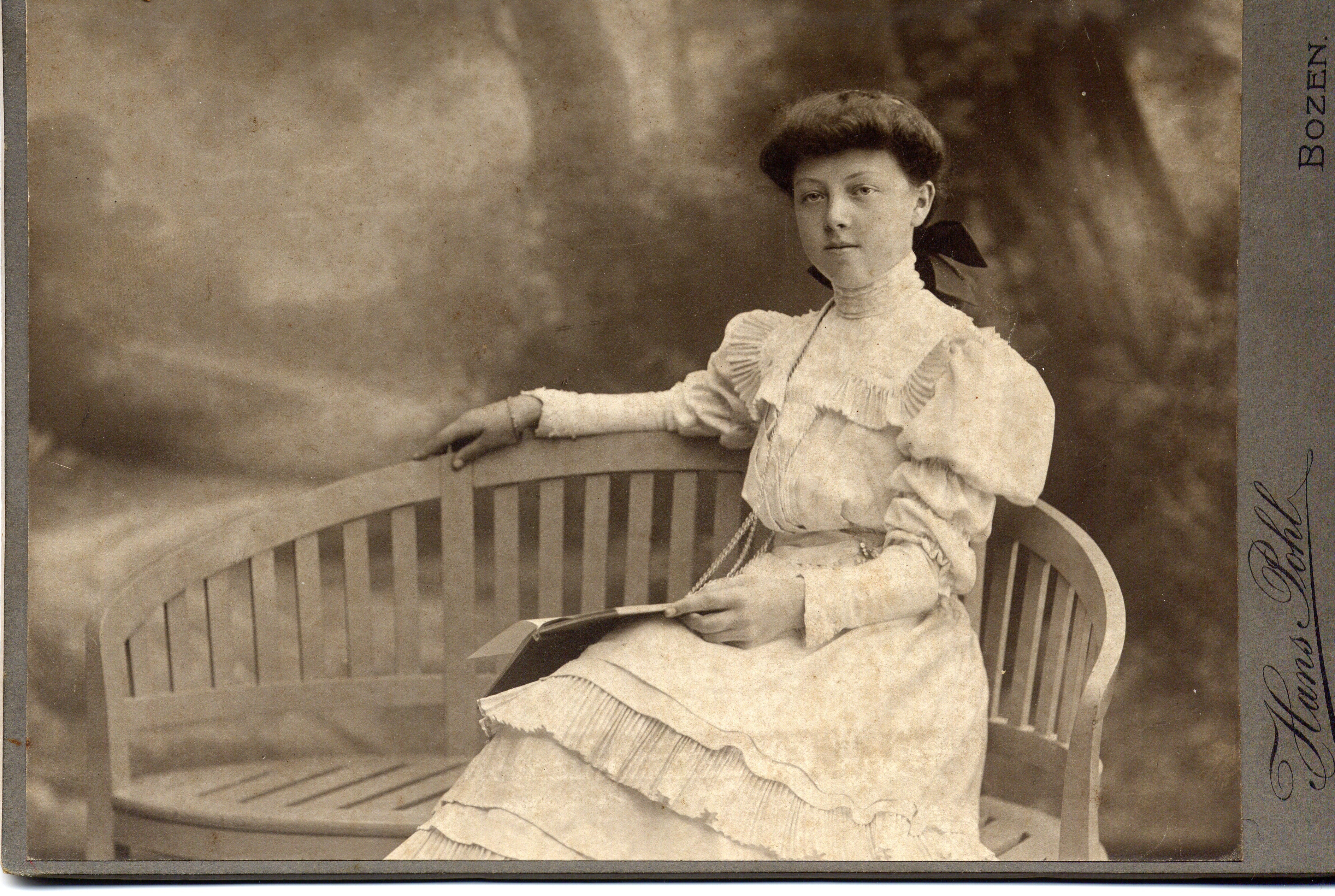
Giuditta detta Itta de Claricini

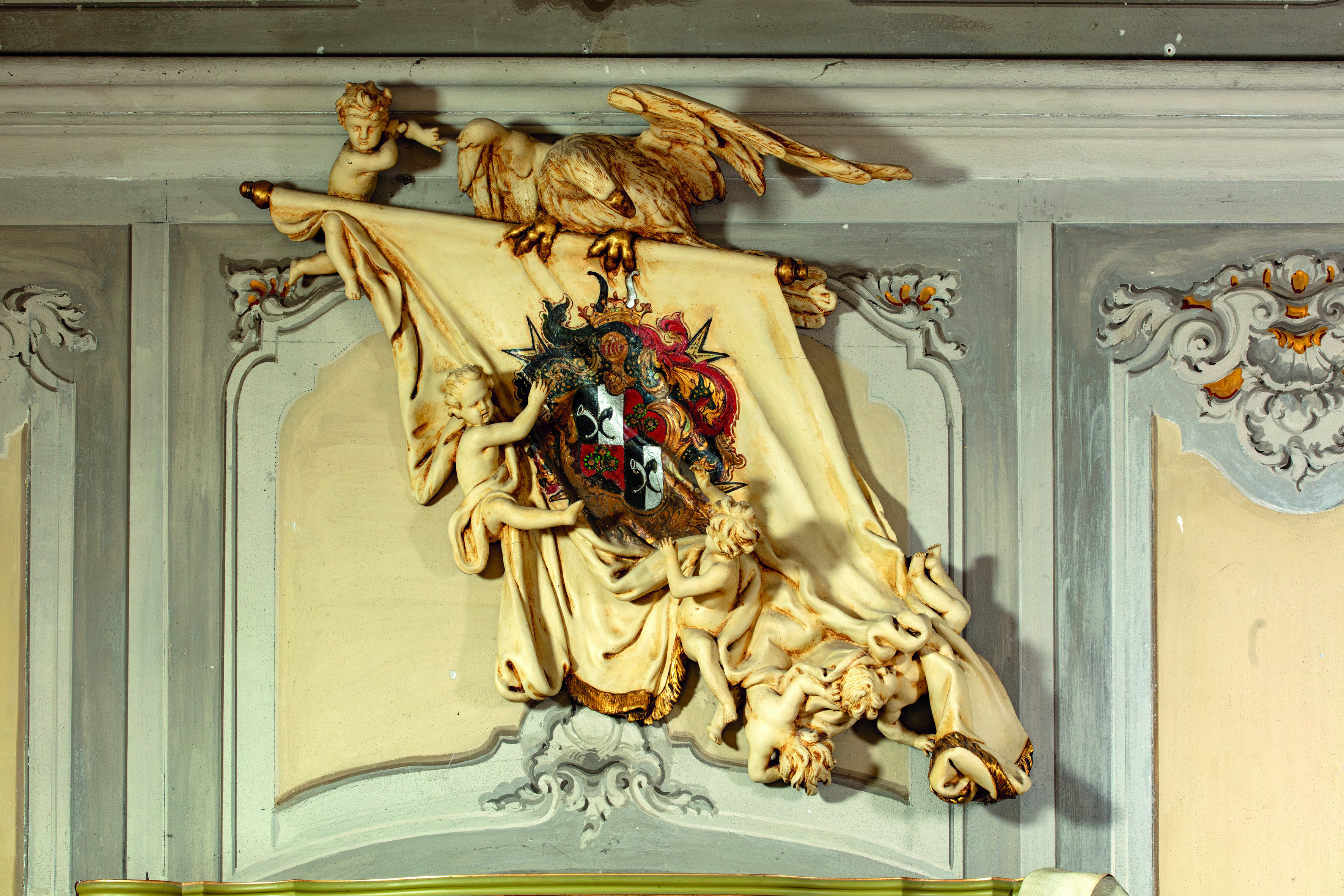
Stemma della famiglia all'interno della villa Claricini Dornpacher

La contessa Giuditta Claricini Dornpacher (Padova 1891- Bottenicco di Moimacco 1968), detta Itta, ultima esponente
del casato a vivere nell'omonima villa secentesca, amministratrice dell'azienda agricola a Bottenicco dal 1946
al 1968, nel 1952 fa inserire la villa di Bottenicco nella schiera delle ville venete e nel 1961-1965
ottiene sull'intero complesso il vincolo di tutela, lo strumento con cui lo Stato italiano contrasta dispersioni,
depauperamenti, vendite e usi impropri del patrimonio storico e paesaggistico.
Scomparsa senza
eredi nel 1968, con proprio testamento la contessa lascia in eredità tutti gli averi all'erigenda Fondazione de Claricini
Dornpacher il cui statuto è scritto dalla stessa Giuditta. L'ente è formalmente istituito con Decreto del presidente della Repubblica nel 1971.
Tra i presidenti della Fondazione che si sono succeduti figura Amelio Tagliaferri.

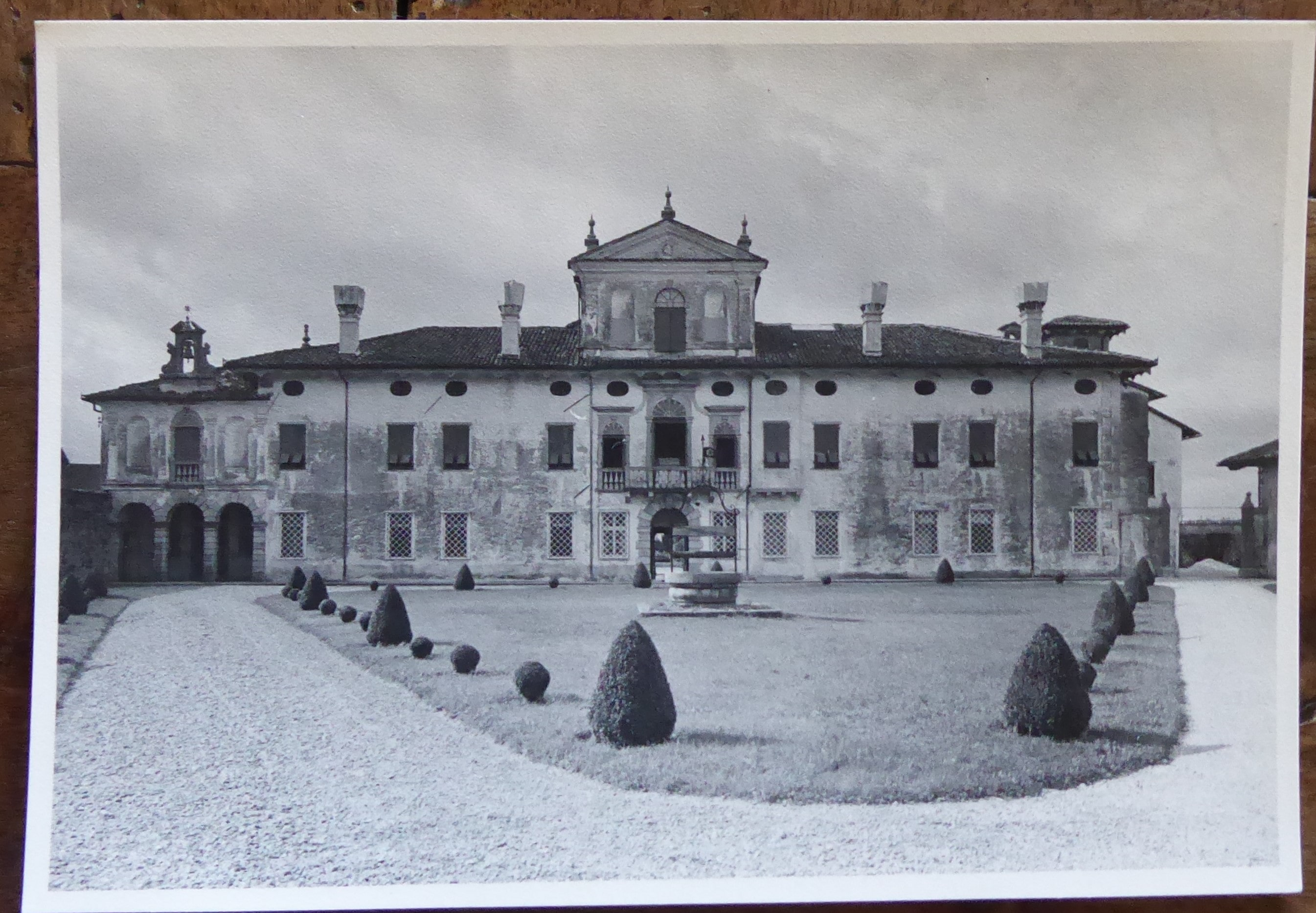
Lato nord della sede agli inizi del Novecento
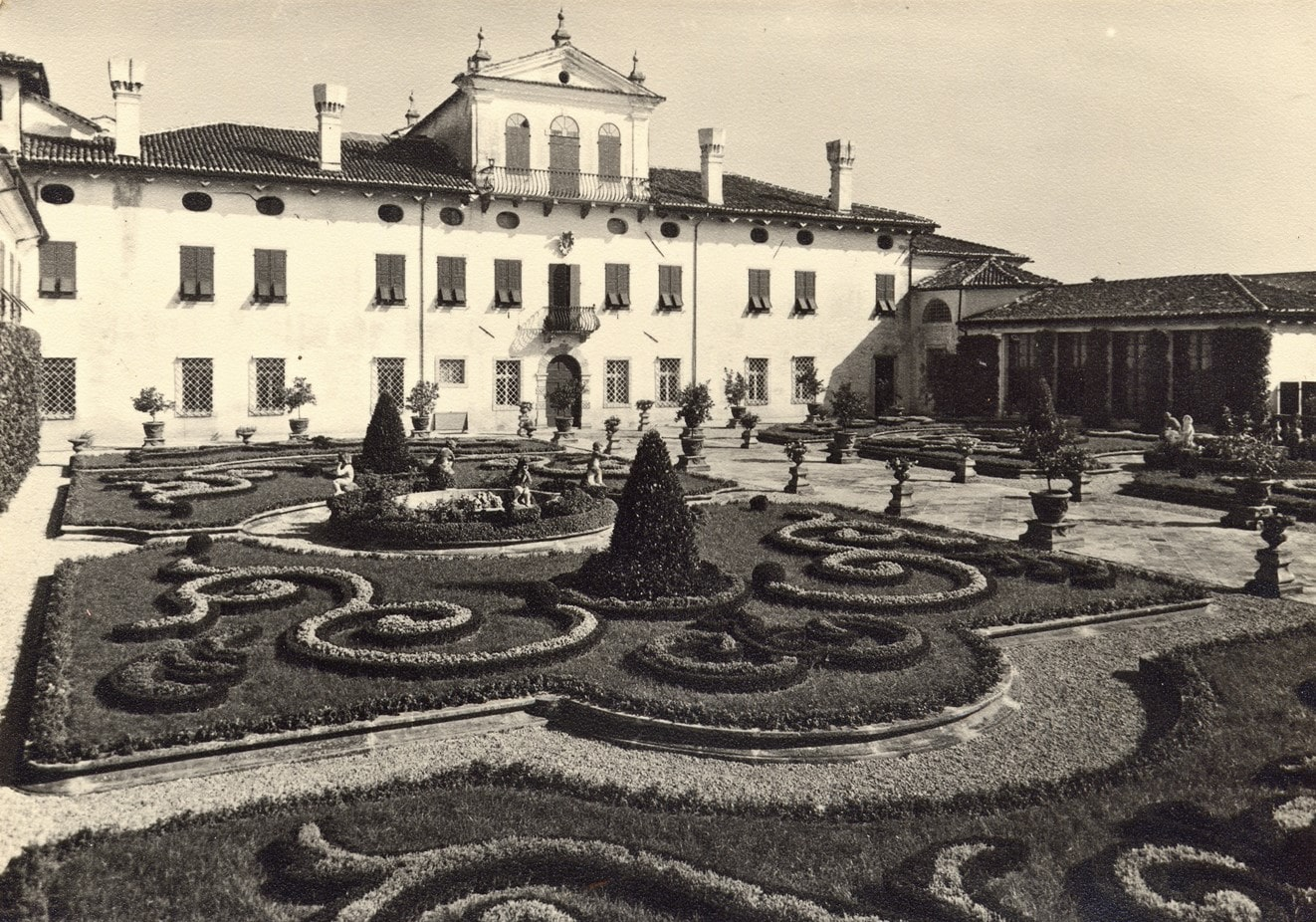
Lato sud della villa agli inizi del Novecento

## Collezioni
Le collezioni storico-artistiche che raccontano le vicende plurisecolari del nobile casato Claricini
Dornpacher sono soprattutto l'archivio di famiglia e la biblioteca conservati a Bottenicco.

### Archivio
L'archivio è

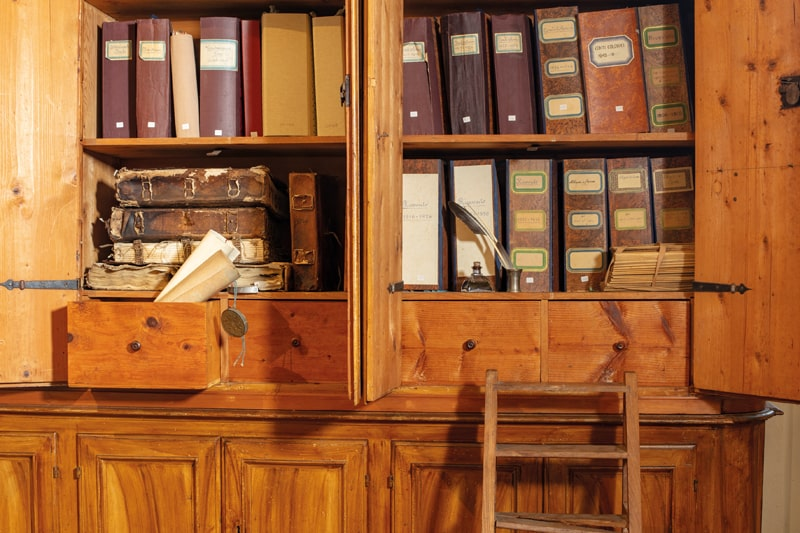
Una parte dell'archivio storico

formato da documenti dal XV al XX secolo, riordinati in oltre 30 metri lineari. Sono pergamene, catastici,
mappali, contratti, scritture contabili, diari, fotografie e spartiti musicali che narrano la storia e gli interessi
culturali della casa. Tra i diplomi più importanti ci sono quelli rilasciati da Carlo IV e Sigismondo di Lussemburgo.
Quando l'intervento di riordino ha preso avvio, la collocazione delle carte rispettava quella decisa
dall'ultimo conte Nicolò Claricini Dornpacher: la documentazione amministrativa si trova nel locale definito
propriamente archivio, mentre i diari personali (135 taccuini in cui annota, quasi quotidianamente, i fatti
avvenuti dal 1915 al 1946) e i documenti considerati più preziosi si conservano nella camera da letto del
conte. Le carte sono state riordinate e studiate da Guglielmo e dal figlio Nicolò nella prima metà del secolo
XX al fine di ricostruire le vicende familiari.
La documentazione del ramo austriaco della famiglia è conservata presso gli istituti di conservazione di Gorizia. Alla Biblioteca civica di Padova è stato donato un fondo che raccoglie carte personali e di lavoro
di Nicolò, comprese quelle riguardanti l'Arca di Sant'Antonio di Padova, l'antica istituzione pontificia di cui
fu presidente dal 1902 al 1946. La figlia Giuditta dona il prezioso codice manoscritto nel 1466
(probabilmente a Cividale) con la Commedia di Dante.
L'archivio, riordinato e inventariato nel 2008, è dichiarato di interesse storico nel 1982 con provvedimento
del Ministero della cultura-Soprintendenza archivistica per il Friuli-Venezia Giulia.

### Biblioteca
La biblioteca è formata da quasi cinquemila volumi che coprono un arco temporale che va dal XVI al XX
secolo. I Claricini raccolsero nel tempo quella che a metà Novecento era considerata la più ricca biblioteca
dantesca privata in Italia.
La biblioteca rispecchia i gusti e gli studi dei singoli componenti della famiglia,
specialmente degli ultimi rappresentanti del ramo Cividale-Bottenicco-Padova. Tra i fondi più importanti, vi
sono quello dedicato a Dante Alighieri e alcune cinquecentine. I volumi sono di tipologia diversa: opere di
letteratura (italiana, latina, tedesca, inglese, francese, spesso in lingua originale), agronomia, storia,
geografia, politica, economia, sociologia, religione, storia dell'arte, guide turistiche, araldica, periodici. Una
parte cospicua delle opere riguarda il Friuli e la sua cultura, con un notevole numero di opuscoli pubblicati
in ambito regionale, ricchi di informazioni locali.

## Sede

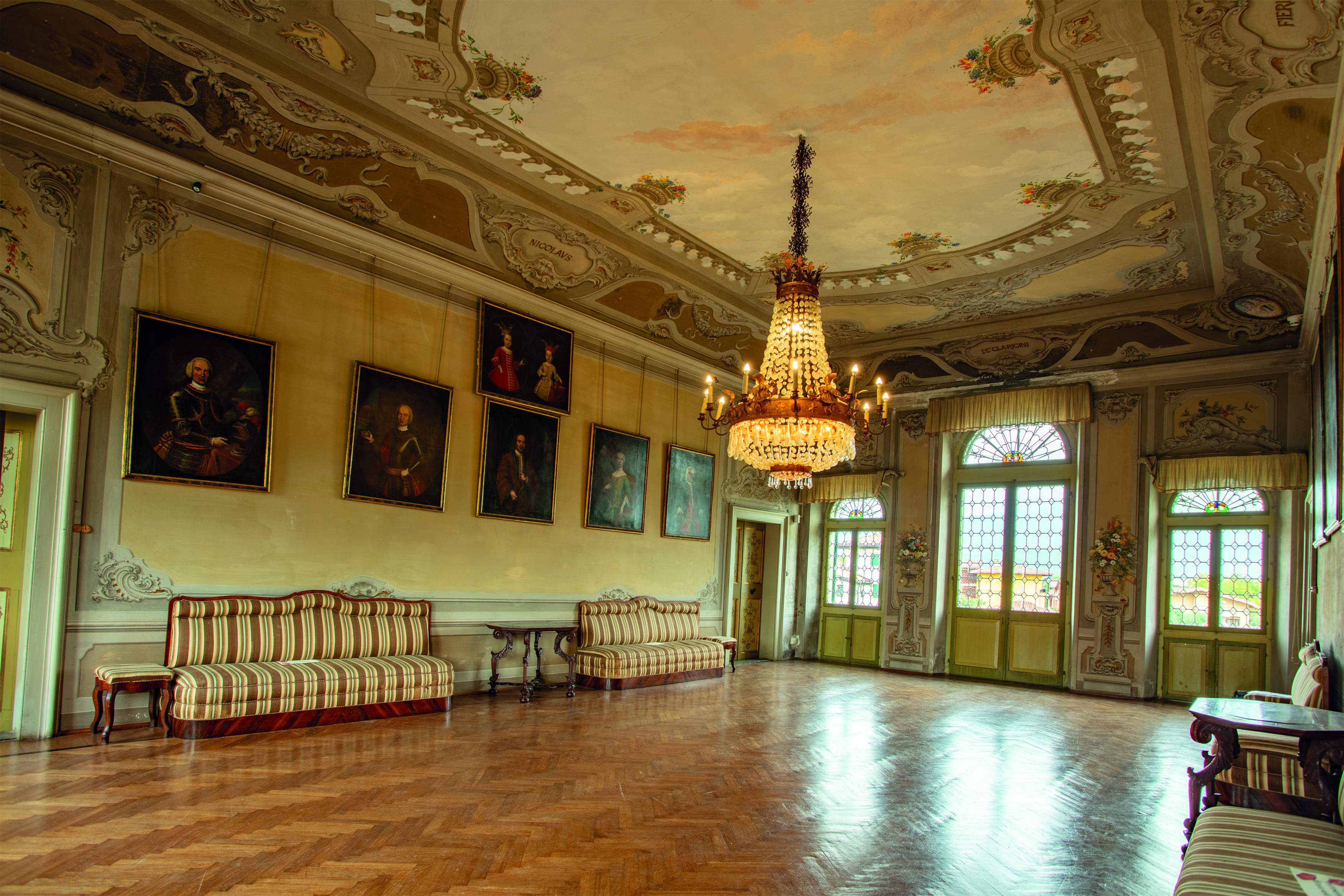
Salone da ballo della villa Claricini Dornpacher

La villa Claricini Dornpacher, edificata alla fine del XVII secolo, si rifà al modello della villa veneta. Al
piano terra, ai lati del corridoio centrale passante (portego) si aprono le stanze abitative e di servizio. Al
primo piano, il salone di rappresentanza immette nelle camere e in stanze padronali. Al piano superiore i
locali erano destinati alla servitù e ai depositi. Il sopralzo timpanato centrale della villa accoglie la
biblioteca, fornita di librerie lignee intagliate del primo Novecento.
Le finestre balconate del salone e della
biblioteca offrono la vista su giardino, parco e viale, fino al limitare della proprietà. Attorno a due cortili di
servizio si aprono il pigiatoio (in friulano foledôr) che immette alla cantina (caneva) e gli annessi rustici
funzionali alle produzioni agricole.
Del corpo dominicale fa parte l'oratorio intitolato alla Santa Croce (1697).

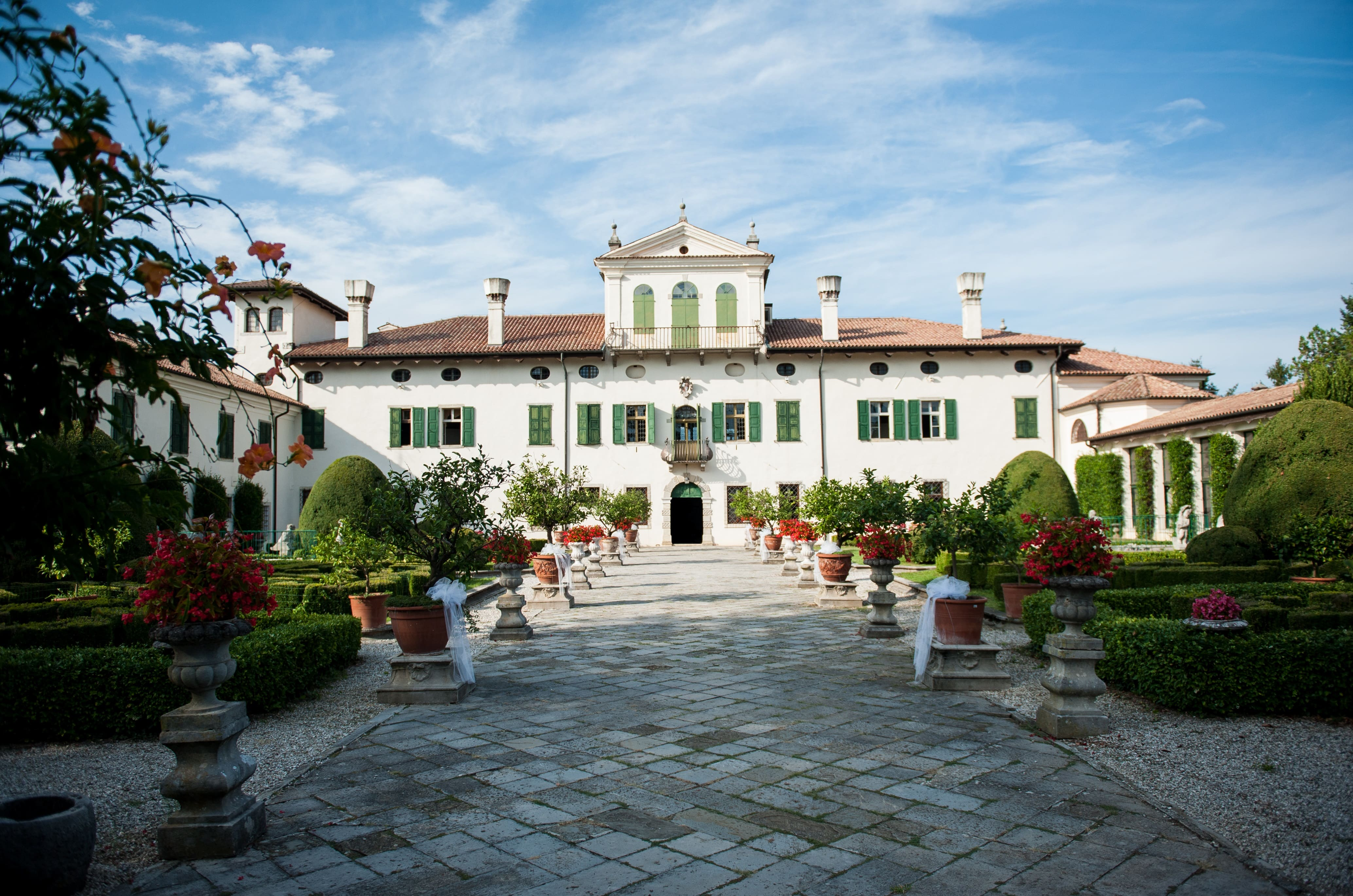
Lato sud
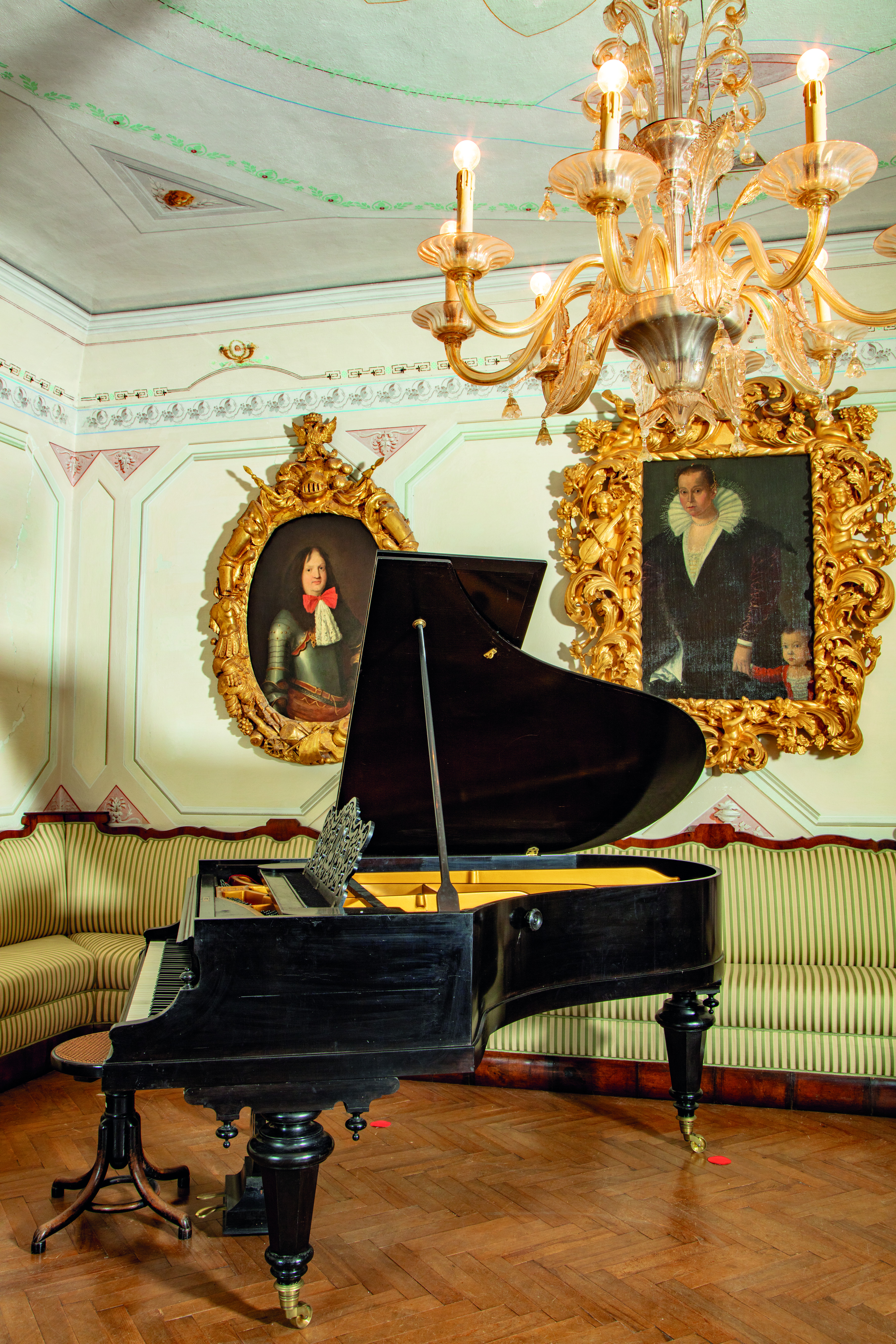
Sala della musica
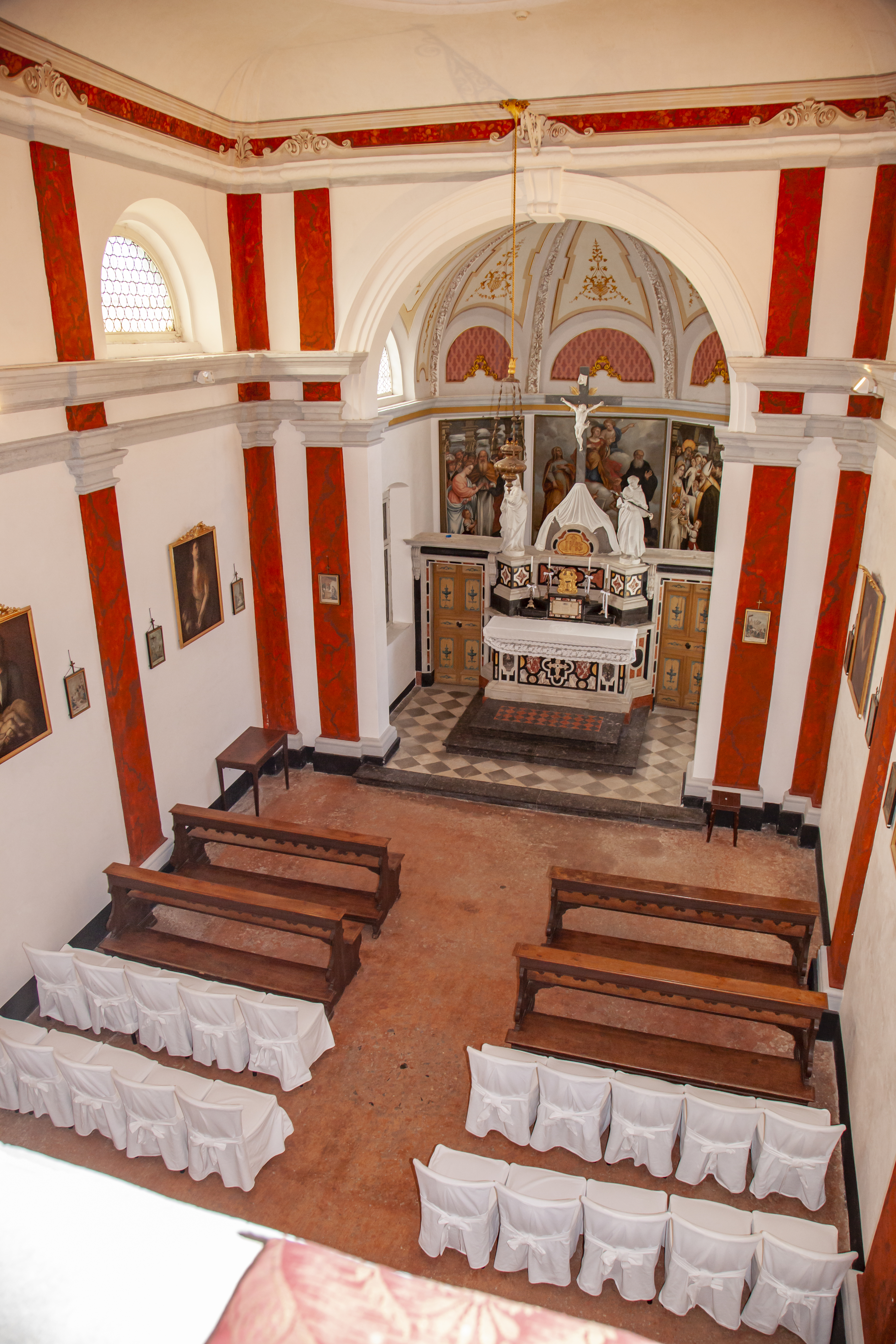
Cappella

## Giardini
Di notevole interesse sono i

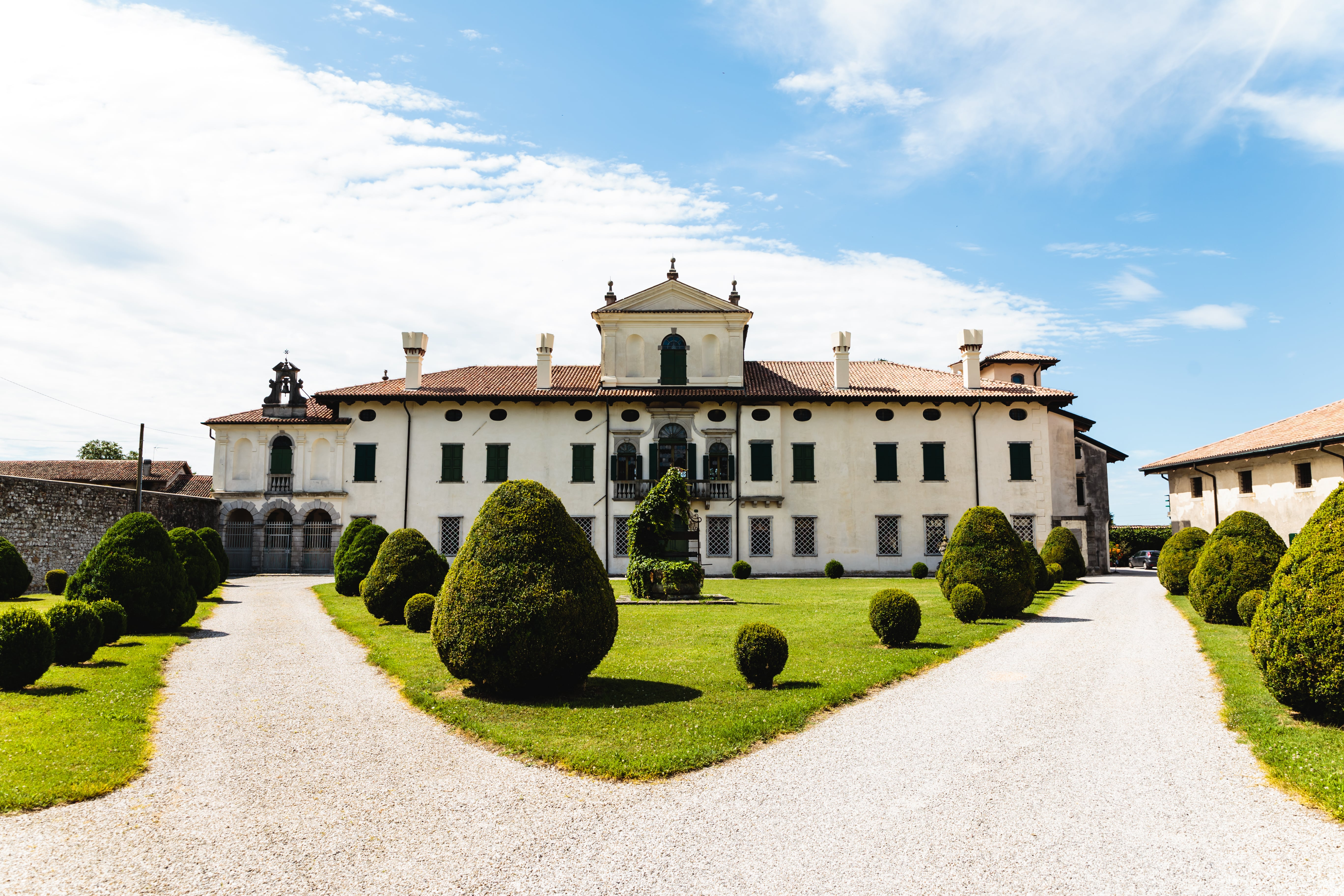
Villa De Claricini-Dornpacher, Lato nord

giardini: sul lato nord un cortile d'onore con pozzo e bossi topiati e, a sud, il giardino formale all'italiana
con vialetto lastricato centrale e aiuole decorati da bossi, fontane e statue lapidee. Questa pavimentazione
è scandita sui lati lunghi da vasi di limoni che, in inverno, sono ricoverati nell'adiacente limonaia (1883).
Il giardino all'italiana, detto "segreto" poiché era recintato e riservato esclusivamente all'uso privato dei
Claricini Dornpacher e ai loro ospiti, è chiuso da una balaustra oltre la quale si accede al giardino all'inglese, ricco di essenze anche secolari.
Oltre il parco un viale di cipressi giunge fino al confine
meridionale della storica dimora. Intorno al suo muro di cinta si estendono i campi e le vigne che fanno
capo all'azienda agricola della Fondazione.